# Marjan Marković
Marjan Marković (en serbio: Марјан Марковић) (Požarevac, RFS de Yugoslavia, 28 de septiembre de 1981) es un futbolista serbio, se desempeña como defensa.

## Clubes
| Club                      | País                | Año         | Partidos | Goles |
| FK Mladi Radnik           | Yugoslavia          | 1997 - 1999 | 36       | 9     |
| Estrella Roja de Belgrado | Serbia y Montenegro | 1999 - 2005 | 126      | 12    |
| FC Dinamo Kiev            | Ucrania             | 2005 - 2008 | 37       | 2     |
| Estrella Roja de Belgrado | Serbia              | 2008 - 2009 | 10       | 0     |
| NK Istra 1961             | Croacia             | 2009 - 2010 | 37       | 0     |
| First Vienna FC           | Austria             | 2011 -      | 15       | 2     |

- Datos: Q529951